# La Cambe
La Cambe ist eine französische Gemeinde im Département Calvados in der Region Normandie mit 552 Einwohnern (Stand: 1. Januar 2022). La Cambe gehört zum Arrondissement Bayeux und zum Kanton Trévières. 

## Geografie
La Cambe liegt etwa 30 Kilometer westnordwestlich von Bayeux. Umgeben wird La Cambe von den Nachbargemeinden Grandcamp-Maisy im Norden und Nordwesten, Cricqueville-en-Bessin im Norden, Saint-Pierre-du-Mont im Nordosten, Deux-Jumeaux im Osten und Nordosten, Canchy im Osten, Colombières im Südosten, Monfréville im Süden und Südwesten, Saint-Germain-du-Pert im Westen und Südwesten, Cardonville im Westen sowie Géfosse-Fontenay im Nordwesten.
Durch die Gemeinde führt die Route nationale 13.

## Bevölkerungsentwicklung
| 1962                      | 1968 | 1975 | 1982 | 1990 | 1999 | 2006 | 2013 |
| ------------------------- | ---- | ---- | ---- | ---- | ---- | ---- | ---- |
| 730                       | 615  | 540  | 552  | 588  | 518  | 609  | 628  |
| Quelle: Cassini und INSEE |      |      |      |      |      |      |      |

## Sehenswürdigkeiten
- Kirche Notre-Dame
- Kapelle Saint-Roch des Château de Jucoville
- Deutscher Soldatenfriedhof aus dem Zweiten Weltkrieg[1]